# Arum nigrum
Arum nigrum är en kallaväxtart som beskrevs av Heinrich Wilhelm Schott. Arum nigrum ingår i Munkhättesläktet och i familjen kallaväxter. Inga underarter finns listade.